# Paco Rabanne
Paco Rabanne, właśc. Francisco Rabaneda Cuervo (ur. 18 lutego 1934 w Pasaia, zm. 3 lutego 2023 w Portsall) – hiszpańsko-francuski projektant mody.

## Życiorys
Kiedy wybuchła hiszpańska wojna domowa jego matka uciekła wraz z nim z Hiszpanii do Francji. Rabanne z wykształcenia był architektem. Jest absolwentem École Nationale des Beaux Arts w Paryżu.
Stał się znany jako enfant terrible francuskiego świata mody w latach 60. XX w. Artysta zaczął karierę projektując biżuterię dla domów mody Givenchy, Dior oraz Balenciaga.
W 1966 roku zaprezentował debiutancką kolekcję, którą zatytułował „Twelve Unwearable Dresses in Contemporary Material”. Kolekcja wykorzystywała charakterystyczne dla projektów Rabanne materiały jak metal, plastik, papier itp..
Rabanne zaprojektował m.in. kostiumy do francusko-włoskiego filmu Barbarella (1968).
W 1969 roku dom mody Paco Rabanne wydał pierwsze perfumy o nazwie Calandre.

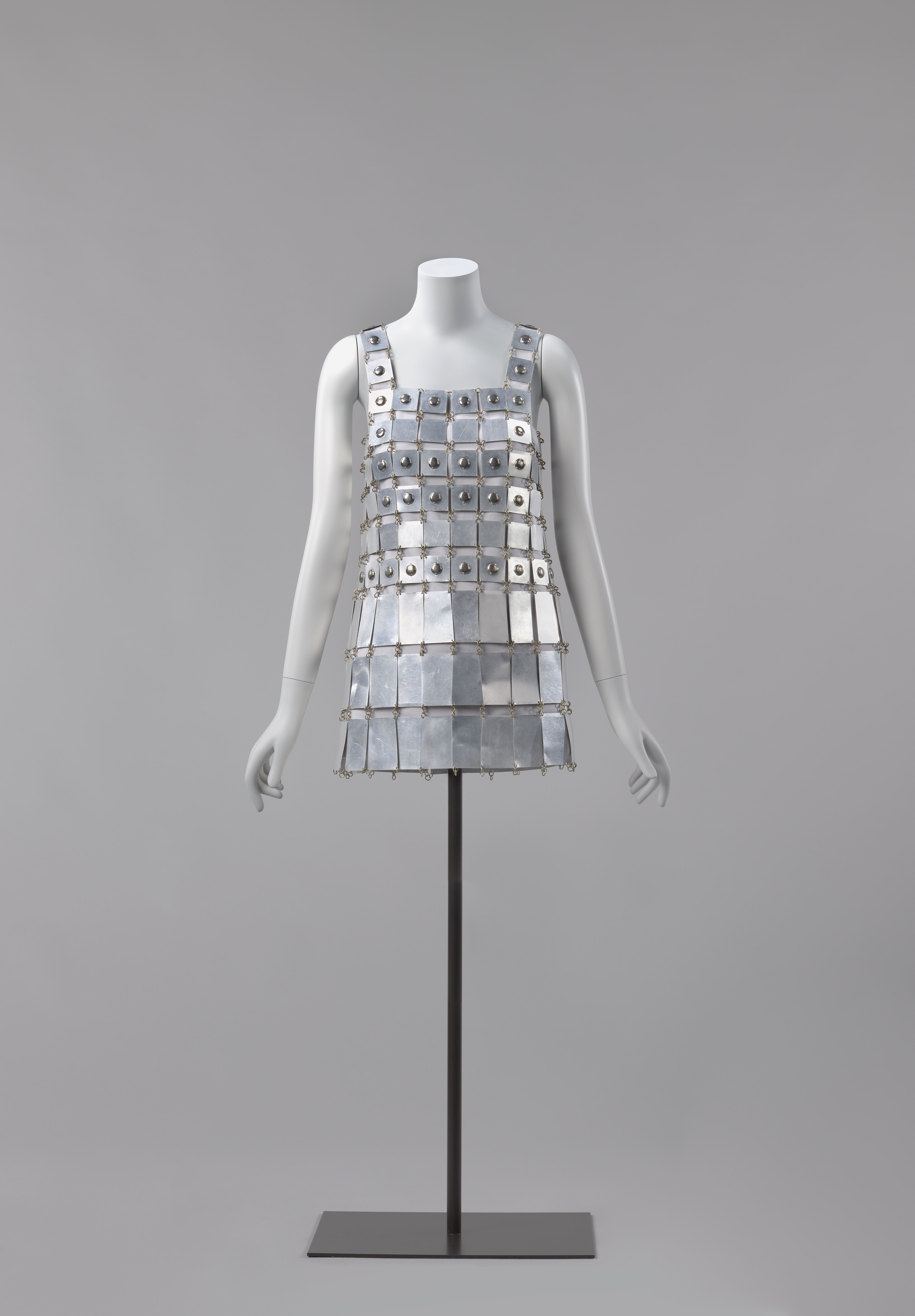
Sukienka projektu Paco Rabanne'a

Pierwsza linia ready-to-wear dla mężczyzn miała premierę w 1983 roku, a dla kobiet w 1990 roku. W 1999 roku Paco Rabanne udał się na emeryturę.
Zmarł 3 lutego 2023.